# Hockey sur glace aux Jeux asiatiques d'hiver de 2025
Navigation
Sapporo 2017 Trojena 2029
Les tournois de hockey sur glace aux Jeux asiatiques d'hiver de Harbin ont lieu du 3 au 14 février 2025. Ils débutent quatre jours avant la cérémonie d'ouverture prévue le 7 février.
Les Jeux asiatiques d'hiver sont organisés par le Conseil olympique d'Asie. Les équipes sont majoritairement, mais pas nécessairement, des sélections de fédérations nationales membres de la Fédération internationale de hockey sur glace.

## Calendrier
| Calendrier des épreuves de hockey sur glace des Jeux asiatiques d'hiver de 2025 | Calendrier des épreuves de hockey sur glace des Jeux asiatiques d'hiver de 2025 | Calendrier des épreuves de hockey sur glace des Jeux asiatiques d'hiver de 2025 | Calendrier des épreuves de hockey sur glace des Jeux asiatiques d'hiver de 2025 | Calendrier des épreuves de hockey sur glace des Jeux asiatiques d'hiver de 2025 | Calendrier des épreuves de hockey sur glace des Jeux asiatiques d'hiver de 2025 | Calendrier des épreuves de hockey sur glace des Jeux asiatiques d'hiver de 2025 | Calendrier des épreuves de hockey sur glace des Jeux asiatiques d'hiver de 2025 | Calendrier des épreuves de hockey sur glace des Jeux asiatiques d'hiver de 2025 | Calendrier des épreuves de hockey sur glace des Jeux asiatiques d'hiver de 2025 | Calendrier des épreuves de hockey sur glace des Jeux asiatiques d'hiver de 2025 | Calendrier des épreuves de hockey sur glace des Jeux asiatiques d'hiver de 2025 | Calendrier des épreuves de hockey sur glace des Jeux asiatiques d'hiver de 2025 | Calendrier des épreuves de hockey sur glace des Jeux asiatiques d'hiver de 2025 |
| Février 2025                                                                    | Février 2025                                                                    | 3                                                                               | 4                                                                               | 5                                                                               | 6                                                                               | 7                                                                               | 8                                                                               | 9                                                                               | 10                                                                              | 11                                                                              | 12                                                                              | 13                                                                              | 14                                                                              |
| ------------------------------------------------------------------------------- | ------------------------------------------------------------------------------- | ------------------------------------------------------------------------------- | ------------------------------------------------------------------------------- | ------------------------------------------------------------------------------- | ------------------------------------------------------------------------------- | ------------------------------------------------------------------------------- | ------------------------------------------------------------------------------- | ------------------------------------------------------------------------------- | ------------------------------------------------------------------------------- | ------------------------------------------------------------------------------- | ------------------------------------------------------------------------------- | ------------------------------------------------------------------------------- | ------------------------------------------------------------------------------- |

## Tournoi masculin

### Format
La répartition des points est la suivante :
- 3 points pour une victoire dans le temps réglementaire
- 2 points pour une victoire en prolongation ou aux tirs de fusillade
- 1 point pour une défaite en prolongation ou aux tirs de fusillade
- 0 point pour une défaite dans le temps réglementaire

### Tour préliminaire

#### Groupe A
| 4 février 2025 | Taipei chinois | 0-15 (0-4, 0-8, 0-3) | Japon | Harbin Ice Hockey Arena 2 913 spectateurs |

| Feuille de match | Feuille de match | Feuille de match | Feuille de match | Feuille de match |
| ---------------- | ---------------- | ---------------- | ---------------- | ---------------- |
|                  |                  |                  |                  |                  |
|                  |                  |                  |                  |                  |
|                  |                  |                  |                  |                  |
|                  |                  |                  |                  |                  |

| 4 février 2025 | Thailande | 0-12 (0-4, 0-2, 0-6) | Kazakhstan | Harbin Ice Hockey Arena 1 634 spectateurs |

| Feuille de match | Feuille de match | Feuille de match | Feuille de match | Feuille de match |
| ---------------- | ---------------- | ---------------- | ---------------- | ---------------- |
|                  |                  |                  |                  |                  |
|                  |                  |                  |                  |                  |
|                  |                  |                  |                  |                  |
|                  |                  |                  |                  |                  |

| 4 février 2025 | Chine | 5-6 (pr) (2-1, 2-2, 1-2, 0-1) | Corée du Sud | Harbin Ice Hockey Arena 2 916 spectateurs |

| Feuille de match | Feuille de match | Feuille de match | Feuille de match | Feuille de match |
| ---------------- | ---------------- | ---------------- | ---------------- | ---------------- |
|                  |                  |                  |                  |                  |
|                  |                  |                  |                  |                  |
|                  |                  |                  |                  |                  |
|                  |                  |                  |                  |                  |

| 5 février 2025 | Japon | 8-1 (1-0, 4-0, 3-1) | Thailande | Harbin Ice Hockey Arena 715 spectateurs |

| Feuille de match | Feuille de match | Feuille de match | Feuille de match | Feuille de match |
| ---------------- | ---------------- | ---------------- | ---------------- | ---------------- |
|                  |                  |                  |                  |                  |
|                  |                  |                  |                  |                  |
|                  |                  |                  |                  |                  |
|                  |                  |                  |                  |                  |

| 5 février 2025 | Corée du Sud | 14-1 (4-0, 6-0, 4-1) | Taipei chinois | Harbin Ice Hockey Arena 1 597 spectateurs |

| Feuille de match | Feuille de match | Feuille de match | Feuille de match | Feuille de match |
| ---------------- | ---------------- | ---------------- | ---------------- | ---------------- |
|                  |                  |                  |                  |                  |
|                  |                  |                  |                  |                  |
|                  |                  |                  |                  |                  |
|                  |                  |                  |                  |                  |

| 5 février 2025 | Kazakhstan | 6-1 (3-0, 1-0, 2-1) | Chine | Harbin Ice Hockey Arena 3 046 spectateurs |

| Feuille de match | Feuille de match | Feuille de match | Feuille de match | Feuille de match |
| ---------------- | ---------------- | ---------------- | ---------------- | ---------------- |
|                  |                  |                  |                  |                  |
|                  |                  |                  |                  |                  |
|                  |                  |                  |                  |                  |
|                  |                  |                  |                  |                  |

| 7 février 2025 | Kazakhstan | 17-0 (5-0, 5-0, 7-0) | Taipei chinois | Harbin Ice Hockey Arena 1 748 spectateurs |

| Feuille de match | Feuille de match | Feuille de match | Feuille de match | Feuille de match |
| ---------------- | ---------------- | ---------------- | ---------------- | ---------------- |
|                  |                  |                  |                  |                  |
|                  |                  |                  |                  |                  |
|                  |                  |                  |                  |                  |
|                  |                  |                  |                  |                  |

| 7 février 2025 | Thailande | 0-8 (0-3, 0-3, 0-2) | Chine | Harbin Ice Hockey Arena 3 060 spectateurs |

| Feuille de match | Feuille de match | Feuille de match | Feuille de match | Feuille de match |
| ---------------- | ---------------- | ---------------- | ---------------- | ---------------- |
|                  |                  |                  |                  |                  |
|                  |                  |                  |                  |                  |
|                  |                  |                  |                  |                  |
|                  |                  |                  |                  |                  |

| 7 février 2025 | Corée du Sud | 5-2 (1-1, 3-1, 1-0) | Japon | Harbin Sport University Student Skating Hall 1 044 spectateurs |

| Feuille de match | Feuille de match | Feuille de match | Feuille de match | Feuille de match |
| ---------------- | ---------------- | ---------------- | ---------------- | ---------------- |
|                  |                  |                  |                  |                  |
|                  |                  |                  |                  |                  |
|                  |                  |                  |                  |                  |
|                  |                  |                  |                  |                  |

...
| Clt   | Équipe         | PJ | V | VP | D | DP | BP | BC | Diff | Pts |
| ----- | -------------- | -- | - | -- | - | -- | -- | -- | ---- | --- |
| +001, | Kazakhstan     | 3  | 3 | 0  | 0 | 0  | 35 | 1  | +34  | 9   |
| +002, | Corée du Sud   | 3  | 2 | 1  | 0 | 0  | 25 | 8  | +17  | 8   |
| +003, | Japon          | 3  | 2 | 0  | 1 | 0  | 25 | 6  | +19  | 6   |
| +004, | Chine          | 3  | 1 | 0  | 1 | 1  | 14 | 12 | +2   | 4   |
| +005, | Thaïlande      | 3  | 0 | 0  | 3 | 0  | 1  | 28 | -27  | 0   |
| +006, | Taipei chinois | 3  | 0 | 0  | 3 | 0  | 1  | 46 | -45  | 0   |

- Qualifié pour les quarts de finale

#### Groupe B
| 3 février 2025 | Koweït | 8-9 (pr) (5-3, 2-2, 1-3, 0-1) | Kirghizistan | Harbin Ice Hockey Arena 1 837 spectateurs |

| Feuille de match | Feuille de match | Feuille de match | Feuille de match | Feuille de match |
| ---------------- | ---------------- | ---------------- | ---------------- | ---------------- |
|                  |                  |                  |                  |                  |
|                  |                  |                  |                  |                  |
|                  |                  |                  |                  |                  |
|                  |                  |                  |                  |                  |

| 3 février 2025 | Singapour | 20-1 (12-0, 5-0, 3-1) | Bahreïn | Harbin Ice Hockey Arena 2 517 spectateurs |

| Feuille de match | Feuille de match | Feuille de match | Feuille de match | Feuille de match |
| ---------------- | ---------------- | ---------------- | ---------------- | ---------------- |
|                  |                  |                  |                  |                  |
|                  |                  |                  |                  |                  |
|                  |                  |                  |                  |                  |
|                  |                  |                  |                  |                  |

| 5 février 2025 | Singapour | 3-10 (0-3, 0-4, 3-3) | Koweït | Harbin Sport University Student Skating Hall 383 spectateurs |

| Feuille de match | Feuille de match | Feuille de match | Feuille de match | Feuille de match |
| ---------------- | ---------------- | ---------------- | ---------------- | ---------------- |
|                  |                  |                  |                  |                  |
|                  |                  |                  |                  |                  |
|                  |                  |                  |                  |                  |
|                  |                  |                  |                  |                  |

| 5 février 2025 | Kirghizistan | 29-0 (10-0, 10-0, 9-0) | Bahreïn | Harbin Sport University Student Skating Hall 398 spectateurs |

| Feuille de match | Feuille de match | Feuille de match | Feuille de match | Feuille de match |
| ---------------- | ---------------- | ---------------- | ---------------- | ---------------- |
|                  |                  |                  |                  |                  |
|                  |                  |                  |                  |                  |
|                  |                  |                  |                  |                  |
|                  |                  |                  |                  |                  |

| 9 février 2025 | Kirghizistan | 11-2 (3-1, 6-0, 2-1) | Singapour | Harbin Ice Hockey Arena 2 765 spectateurs |

| Feuille de match | Feuille de match | Feuille de match | Feuille de match | Feuille de match |
| ---------------- | ---------------- | ---------------- | ---------------- | ---------------- |
|                  |                  |                  |                  |                  |
|                  |                  |                  |                  |                  |
|                  |                  |                  |                  |                  |
|                  |                  |                  |                  |                  |

| 9 février 2025 | Bahreïn | 0-34 (0-10, 0-10, 0-14) | Koweït | Harbin Sport University Student Skating Hall |

| Feuille de match | Feuille de match | Feuille de match | Feuille de match | Feuille de match |
| ---------------- | ---------------- | ---------------- | ---------------- | ---------------- |
|                  |                  |                  |                  |                  |
|                  |                  |                  |                  |                  |
|                  |                  |                  |                  |                  |
|                  |                  |                  |                  |                  |

| Clt   | Équipe       | PJ | V | VP | D | DP | BP | BC | Diff | Pts |
| ----- | ------------ | -- | - | -- | - | -- | -- | -- | ---- | --- |
| +001, | Kirghizistan | 3  | 2 | 1  | 0 | 0  | 49 | 10 | +39  | 8   |
| +002, | Koweït       | 3  | 2 | 0  | 0 | 1  | 52 | 12 | +40  | 7   |
| +003, | Singapour    | 3  | 1 | 0  | 2 | 0  | 25 | 22 | +3   | 3   |
| +004, | Bahreïn      | 3  | 0 | 0  | 3 | 0  | 1  | 83 | -82  | 0   |

- Qualifié pour les quarts de finale

#### Groupe C
| 3 février 2025 | Hong Kong | 26-1 (12-0, 6-0, 8-1) | Macao | Harbin Ice Hockey Arena 1 608 spectateurs |

| Feuille de match | Feuille de match | Feuille de match | Feuille de match | Feuille de match |
| ---------------- | ---------------- | ---------------- | ---------------- | ---------------- |
|                  |                  |                  |                  |                  |
|                  |                  |                  |                  |                  |
|                  |                  |                  |                  |                  |
|                  |                  |                  |                  |                  |

| 5 février 2025 | Hong Kong | 30-0 (10-0, 12-0, 8-0) | Inde | Harbin Sport University Student Skating Hall 569 spectateurs |

| Feuille de match | Feuille de match | Feuille de match | Feuille de match | Feuille de match |
| ---------------- | ---------------- | ---------------- | ---------------- | ---------------- |
|                  |                  |                  |                  |                  |
|                  |                  |                  |                  |                  |
|                  |                  |                  |                  |                  |
|                  |                  |                  |                  |                  |

| 5 février 2025 | Turkménistan | 26-0 (6-0, 5-0, 15-0) | Macao | Harbin Sport University Student Skating Hall 393 spectateurs |

| Feuille de match | Feuille de match | Feuille de match | Feuille de match | Feuille de match |
| ---------------- | ---------------- | ---------------- | ---------------- | ---------------- |
|                  |                  |                  |                  |                  |
|                  |                  |                  |                  |                  |
|                  |                  |                  |                  |                  |
|                  |                  |                  |                  |                  |

| 6 février 2025 | Inde | 1-19 (1-4, 0-6, 0-9) | Turkménistan | Harbin Ice Hockey Arena 1 108 spectateurs |

| Feuille de match | Feuille de match | Feuille de match | Feuille de match | Feuille de match |
| ---------------- | ---------------- | ---------------- | ---------------- | ---------------- |
|                  |                  |                  |                  |                  |
|                  |                  |                  |                  |                  |
|                  |                  |                  |                  |                  |
|                  |                  |                  |                  |                  |

| 9 février 2025 | Turkménistan | 1-5 (1-3, 0-2, 0-0) | Hong Kong | Harbin Sport University Student Skating Hall 2 915 spectateurs |

| Feuille de match | Feuille de match | Feuille de match | Feuille de match | Feuille de match |
| ---------------- | ---------------- | ---------------- | ---------------- | ---------------- |
|                  |                  |                  |                  |                  |
|                  |                  |                  |                  |                  |
|                  |                  |                  |                  |                  |
|                  |                  |                  |                  |                  |

| 9 février 2025 | Macao | 2-4 (0-2, 2-1, 0-1) | Inde | Harbin Sport University Student Skating Hall 2 900 spectateurs |

| Feuille de match | Feuille de match | Feuille de match | Feuille de match | Feuille de match |
| ---------------- | ---------------- | ---------------- | ---------------- | ---------------- |
|                  |                  |                  |                  |                  |
|                  |                  |                  |                  |                  |
|                  |                  |                  |                  |                  |
|                  |                  |                  |                  |                  |

| Clt   | Équipe       | PJ | V | VP | D | DP | BP | BC | Diff | Pts |
| ----- | ------------ | -- | - | -- | - | -- | -- | -- | ---- | --- |
| +001, | Hong Kong    | 3  | 3 | 0  | 0 | 0  | 61 | 2  | +59  | 9   |
| +002, | Turkménistan | 3  | 2 | 0  | 0 | 1  | 46 | 6  | +40  | 6   |
| +003, | Inde         | 3  | 1 | 0  | 2 | 0  | 5  | 51 | -46  | 3   |
| +004, | Macao        | 3  | 0 | 0  | 3 | 0  | 3  | 56 | -53  | 0   |

- Qualifié pour les quarts de finale

### Matchs de classement

#### Match pour la treizième place
| 10 février 2025 | Macao | 4-3 (pr) (0-1, 1-1, 2-1, 1-0) | Bahreïn | Harbin Sport University Student Skating Hall 507 spectateurs |

| Feuille de match | Feuille de match | Feuille de match | Feuille de match | Feuille de match |
| ---------------- | ---------------- | ---------------- | ---------------- | ---------------- |
|                  |                  |                  |                  |                  |
|                  |                  |                  |                  |                  |
|                  |                  |                  |                  |                  |
|                  |                  |                  |                  |                  |

#### Match pour la onzième place
| 10 février 2025 | Singapour | 13-2 (5-0, 3-1, 5-1) | Inde | Harbin Sport University Student Skating Hall 565 spectateurs |

| Feuille de match | Feuille de match | Feuille de match | Feuille de match | Feuille de match |
| ---------------- | ---------------- | ---------------- | ---------------- | ---------------- |
|                  |                  |                  |                  |                  |
|                  |                  |                  |                  |                  |
|                  |                  |                  |                  |                  |
|                  |                  |                  |                  |                  |

#### Match pour la neuvième place
| 10 février 2025 | Koweït | 8-4 (3-2, 3-2, 2-0) | Turkménistan | Harbin Sport University Student Skating Hall 668 spectateurs |

| Feuille de match | Feuille de match | Feuille de match | Feuille de match | Feuille de match |
| ---------------- | ---------------- | ---------------- | ---------------- | ---------------- |
|                  |                  |                  |                  |                  |
|                  |                  |                  |                  |                  |
|                  |                  |                  |                  |                  |
|                  |                  |                  |                  |                  |

#### Match «Quarterfinals ranking»
| 10 février 2025 | Hong Kong | 5-6 (pr) (2-0, 2-3, 1-2, 0-1) | Kirghizistan | Harbin Sport University Student Skating Hall 1 136 spectateurs |

| Feuille de match | Feuille de match | Feuille de match | Feuille de match | Feuille de match |
| ---------------- | ---------------- | ---------------- | ---------------- | ---------------- |
|                  |                  |                  |                  |                  |
|                  |                  |                  |                  |                  |
|                  |                  |                  |                  |                  |
|                  |                  |                  |                  |                  |

### Phase finale
|  | Quarts de finale                    | Quarts de finale                    |                                     |                                     | Demi-finales                        | Demi-finales                        |   |  | Finale                              | Finale                              |
|  | Quarts de finale                    | Quarts de finale                    |                                     |                                     | Demi-finales                        | Demi-finales                        |   |  | Finale                              | Finale                              |
|  |                                     |                                     |                                     |                                     |                                     |                                     |   |  |                                     |                                     |
|  | 11 février, Harbin Ice Hockey Arena | 11 février, Harbin Ice Hockey Arena |                                     |                                     | 13 février, Harbin Ice Hockey Arena | 13 février, Harbin Ice Hockey Arena |   |  | 14 février, Harbin Ice Hockey Arena | 14 février, Harbin Ice Hockey Arena |
|  | 11 février, Harbin Ice Hockey Arena | 11 février, Harbin Ice Hockey Arena |                                     |                                     | 13 février, Harbin Ice Hockey Arena | 13 février, Harbin Ice Hockey Arena |   |  | 14 février, Harbin Ice Hockey Arena | 14 février, Harbin Ice Hockey Arena |
|  | Kazakhstan                          | 24                                  |                                     |                                     | 13 février, Harbin Ice Hockey Arena | 13 février, Harbin Ice Hockey Arena |   |  | 14 février, Harbin Ice Hockey Arena | 14 février, Harbin Ice Hockey Arena |
|  | Kazakhstan                          | 24                                  |                                     |                                     | 13 février, Harbin Ice Hockey Arena | 13 février, Harbin Ice Hockey Arena |   |  | 14 février, Harbin Ice Hockey Arena | 14 février, Harbin Ice Hockey Arena |
|  | Hong Kong                           | 0                                   |                                     |                                     | 13 février, Harbin Ice Hockey Arena | 13 février, Harbin Ice Hockey Arena |   |  | 14 février, Harbin Ice Hockey Arena | 14 février, Harbin Ice Hockey Arena |
|  | Hong Kong                           | 0                                   | Kazakhstan                          | 3                                   |                                     |                                     |   |  | 14 février, Harbin Ice Hockey Arena | 14 février, Harbin Ice Hockey Arena |
|  | 11 février, Harbin Ice Hockey Arena |                                     | Kazakhstan                          | 3                                   |                                     |                                     |   |  | 14 février, Harbin Ice Hockey Arena | 14 février, Harbin Ice Hockey Arena |
|  |                                     | Chine                               | 1                                   |                                     |                                     |                                     |   |  | 14 février, Harbin Ice Hockey Arena | 14 février, Harbin Ice Hockey Arena |
|  | Chine                               | Chine                               | 1                                   | 7                                   |                                     |                                     |   |  | 14 février, Harbin Ice Hockey Arena | 14 février, Harbin Ice Hockey Arena |
|  | Chine                               |                                     |                                     | 7                                   |                                     |                                     |   |  | 14 février, Harbin Ice Hockey Arena | 14 février, Harbin Ice Hockey Arena |
|  | Taipei chinois                      | 2                                   |                                     |                                     |                                     |                                     |   |  | 14 février, Harbin Ice Hockey Arena | 14 février, Harbin Ice Hockey Arena |
|  | Taipei chinois                      | 2                                   | Kazakhstan                          |                                     |                                     |                                     |   |  |                                     |                                     |
|  | 11 février, Harbin Sport University |                                     |                                     |                                     |                                     |                                     |   |  |                                     |                                     |
|  |                                     | Japon                               |                                     |                                     |                                     |                                     |   |  |                                     |                                     |
|  | Corée du Sud                        | 20                                  |                                     |                                     |                                     |                                     |   |  |                                     |                                     |
|  | Corée du Sud                        | 20                                  | 13 février, Harbin Ice Hockey Arena |                                     |                                     |                                     |   |  |                                     |                                     |
|  | Kirghizistan                        | 0                                   |                                     |                                     |                                     |                                     |   |  |                                     |                                     |
|  | Kirghizistan                        | 0                                   | Corée du Sud                        | 3                                   |                                     |                                     |   |  |                                     |                                     |
|  | 11 février, Harbin Sport University | 11 février, Harbin Sport University | Corée du Sud                        | 3                                   | Match pour la 3e place              | Match pour la 3e place              |   |  |                                     |                                     |
|  | 11 février, Harbin Sport University | 11 février, Harbin Sport University |                                     | Japon                               | Match pour la 3e place              | Match pour la 3e place              | 4 |  |                                     |                                     |
|  | Japon                               | 15                                  | 14 février, Harbin Ice Hockey Arena | 14 février, Harbin Ice Hockey Arena |                                     |                                     | 4 |  |                                     |                                     |
|  | Japon                               | 15                                  | 14 février, Harbin Ice Hockey Arena | 14 février, Harbin Ice Hockey Arena |                                     |                                     |   |  |                                     |                                     |
|  | Thaïlande                           | 2                                   |                                     | Corée du Sud                        | 5                                   |                                     |   |  |                                     |                                     |
|  | Thaïlande                           | 2                                   |                                     | Corée du Sud                        | 5                                   |                                     |   |  |                                     |                                     |
|  |                                     |                                     |                                     |                                     |                                     |                                     |   |  | Chine                               | 2                                   |
|  |                                     |                                     |                                     |                                     |                                     |                                     |   |  | Chine                               | 2                                   |

## Tournoi féminin

### Format
La répartition des points est la suivante :
- 3 points pour une victoire dans le temps réglementaire
- 2 points pour une victoire en prolongation ou aux tirs de fusillade
- 1 point pour une défaite en prolongation ou aux tirs de fusillade
- 0 point pour une défaite dans le temps réglementaire

### Tour préliminaire
| 3 février 2025 | Thailande | 1-4 (0-2, 1-1, 0-1) | Taipei chinois | Harbin Sport University Student Skating Hall 1 133 spectateurs |

| Feuille de match | Feuille de match | Feuille de match | Feuille de match | Feuille de match |
| ---------------- | ---------------- | ---------------- | ---------------- | ---------------- |
|                  |                  |                  |                  |                  |
|                  |                  |                  |                  |                  |
|                  |                  |                  |                  |                  |
|                  |                  |                  |                  |                  |

| 3 février 2025 | Hong Kong | 0-12 (0-4, 0-5, 0-3) | Kazakhstan | Harbin Sport University Student Skating Hall 1 133 spectateurs |

| Feuille de match | Feuille de match | Feuille de match | Feuille de match | Feuille de match |
| ---------------- | ---------------- | ---------------- | ---------------- | ---------------- |
|                  |                  |                  |                  |                  |
|                  |                  |                  |                  |                  |
|                  |                  |                  |                  |                  |
|                  |                  |                  |                  |                  |

| 4 février 2025 | Corée du Sud | 8-0 (2-0, 3-0, 3-0) | Hong Kong | Harbin Sport University Student Skating Hall 1 121 spectateurs |

| Feuille de match | Feuille de match | Feuille de match | Feuille de match | Feuille de match |
| ---------------- | ---------------- | ---------------- | ---------------- | ---------------- |
|                  |                  |                  |                  |                  |
|                  |                  |                  |                  |                  |
|                  |                  |                  |                  |                  |
|                  |                  |                  |                  |                  |

| 4 février 2025 | Kazakhstan | 9-0 (2-0, 3-0, 4-0) | Thailande | Harbin Sport University Student Skating Hall 1 019 spectateurs |

| Feuille de match | Feuille de match | Feuille de match | Feuille de match | Feuille de match |
| ---------------- | ---------------- | ---------------- | ---------------- | ---------------- |
|                  |                  |                  |                  |                  |
|                  |                  |                  |                  |                  |
|                  |                  |                  |                  |                  |
|                  |                  |                  |                  |                  |

| 6 février 2025 | Corée du Sud | 11-0 (2-0, 5-0, 4-0) | Thailande | Harbin Sport University Student Skating Hall 1 014 spectateurs |

| Feuille de match | Feuille de match | Feuille de match | Feuille de match | Feuille de match |
| ---------------- | ---------------- | ---------------- | ---------------- | ---------------- |
|                  |                  |                  |                  |                  |
|                  |                  |                  |                  |                  |
|                  |                  |                  |                  |                  |
|                  |                  |                  |                  |                  |

| 6 février 2025 | Kazakhstan | 5-1 (1-1, 4-0, 0-0) | Taipei chinoise | Harbin Sport University Student Skating Hall 1 129 spectateurs |

| Feuille de match | Feuille de match | Feuille de match | Feuille de match | Feuille de match |
| ---------------- | ---------------- | ---------------- | ---------------- | ---------------- |
|                  |                  |                  |                  |                  |
|                  |                  |                  |                  |                  |
|                  |                  |                  |                  |                  |
|                  |                  |                  |                  |                  |

| 8 février 2025 | Taipei chinoise | 2-3 (0-1, 1-0, 1-2) | Corée du Sud | Harbin Sport University Student Skating Hall 1 067 spectateurs |

| Feuille de match | Feuille de match | Feuille de match | Feuille de match | Feuille de match |
| ---------------- | ---------------- | ---------------- | ---------------- | ---------------- |
|                  |                  |                  |                  |                  |
|                  |                  |                  |                  |                  |
|                  |                  |                  |                  |                  |
|                  |                  |                  |                  |                  |

| 8 février 2025 | Hong Kong | 1-2 (0-0, 1-1, 0-1) | Thailande | Harbin Sport University Student Skating Hall 1 097 spectateurs |

| Feuille de match | Feuille de match | Feuille de match | Feuille de match | Feuille de match |
| ---------------- | ---------------- | ---------------- | ---------------- | ---------------- |
|                  |                  |                  |                  |                  |
|                  |                  |                  |                  |                  |
|                  |                  |                  |                  |                  |
|                  |                  |                  |                  |                  |

| 9 février 2025 | Corée du Sud | 0-1 (pr) (0-0, 0-0, 0-0, 0-1) | Kazakhstan | Harbin Sport University Student Skating Hall 1 033 spectateurs |

| Feuille de match | Feuille de match | Feuille de match | Feuille de match | Feuille de match |
| ---------------- | ---------------- | ---------------- | ---------------- | ---------------- |
|                  |                  |                  |                  |                  |
|                  |                  |                  |                  |                  |
|                  |                  |                  |                  |                  |
|                  |                  |                  |                  |                  |

| 9 février 2025 | Taipei chinoise | 6-1 (2-0, 4-0, 0-1) | Hong Kong | Harbin Sport University Student Skating Hall 1 048 spectateurs |

| Feuille de match | Feuille de match | Feuille de match | Feuille de match | Feuille de match |
| ---------------- | ---------------- | ---------------- | ---------------- | ---------------- |
|                  |                  |                  |                  |                  |
|                  |                  |                  |                  |                  |
|                  |                  |                  |                  |                  |
|                  |                  |                  |                  |                  |

| Clt   | Équipe         | PJ | V | VP | D | DP | BP | BC | Diff | Pts |
| ----- | -------------- | -- | - | -- | - | -- | -- | -- | ---- | --- |
| +001, | Kazakhstan     | 4  | 3 | 1  | 0 | 0  | 27 | 1  | +26  | 11  |
| +002, | Corée du Sud   | 4  | 3 | 0  | 0 | 1  | 22 | 3  | +19  | 10  |
| +003, | Taipei chinois | 4  | 2 | 0  | 2 | 0  | 13 | 10 | +3   | 6   |
| +004, | Thaïlande      | 4  | 1 | 0  | 3 | 0  | 3  | 25 | -22  | 3   |
| +005, | Hong Kong      | 4  | 0 | 0  | 4 | 0  | 2  | 28 | -26  | 0   |

- Qualifié pour le tour principal

### Tour principal
| 12 février 2025 | Kazakhstan | 0-4 (0-1, 0-1, 0-2) | Japon | Harbin Sport University Student Skating Hall 1 031 spectateurs |

| Feuille de match | Feuille de match | Feuille de match | Feuille de match | Feuille de match |
| ---------------- | ---------------- | ---------------- | ---------------- | ---------------- |
|                  |                  |                  |                  |                  |
|                  |                  |                  |                  |                  |
|                  |                  |                  |                  |                  |
|                  |                  |                  |                  |                  |

| 12 février 2025 | Chine | 2-1 (1-0, 0-1, 1-0) | Corée du Sud | Harbin Sport University Student Skating Hall 1 187 spectateurs |

| Feuille de match | Feuille de match | Feuille de match | Feuille de match | Feuille de match |
| ---------------- | ---------------- | ---------------- | ---------------- | ---------------- |
|                  |                  |                  |                  |                  |
|                  |                  |                  |                  |                  |
|                  |                  |                  |                  |                  |
|                  |                  |                  |                  |                  |

| 13 février 2025 | Japon | 6-0 (3-0, 2-0, 1-0) | Corée du Sud | Harbin Sport University Student Skating Hall 979 spectateurs |

| Feuille de match | Feuille de match | Feuille de match | Feuille de match | Feuille de match |
| ---------------- | ---------------- | ---------------- | ---------------- | ---------------- |
|                  |                  |                  |                  |                  |
|                  |                  |                  |                  |                  |
|                  |                  |                  |                  |                  |
|                  |                  |                  |                  |                  |

| 13 février 2025 | Chine | 1-2 (0-0, 0-1, 1-1) | Kazakhstan | Harbin Sport University Student Skating Hall 1 167 spectateurs |

| Feuille de match | Feuille de match | Feuille de match | Feuille de match | Feuille de match |
| ---------------- | ---------------- | ---------------- | ---------------- | ---------------- |
|                  |                  |                  |                  |                  |
|                  |                  |                  |                  |                  |
|                  |                  |                  |                  |                  |
|                  |                  |                  |                  |                  |

| 14 février 2025 | Corée du Sud | 0-3 (0-1, 0-0, 0-2) | Kazakhstan | Harbin Sport University Student Skating Hall 862 spectateurs |

| Feuille de match | Feuille de match | Feuille de match | Feuille de match | Feuille de match |
| ---------------- | ---------------- | ---------------- | ---------------- | ---------------- |
|                  |                  |                  |                  |                  |
|                  |                  |                  |                  |                  |
|                  |                  |                  |                  |                  |
|                  |                  |                  |                  |                  |

| 14 février 2025 | Japon | 8-1 (3-1, 2-0, 3-0) | Chine | Harbin Sport University Student Skating Hall 1 198 spectateurs |

| Feuille de match | Feuille de match | Feuille de match | Feuille de match | Feuille de match |
| ---------------- | ---------------- | ---------------- | ---------------- | ---------------- |
|                  |                  |                  |                  |                  |
|                  |                  |                  |                  |                  |
|                  |                  |                  |                  |                  |
|                  |                  |                  |                  |                  |

| Clt   | Équipe       | PJ | V | VP | D | DP | BP | BC | Diff | Pts |
| ----- | ------------ | -- | - | -- | - | -- | -- | -- | ---- | --- |
| +001, | Japon        | 3  | 3 | 0  | 0 | 0  | 18 | 1  | +17  | 9   |
| +002, | Kazakhstan   | 3  | 2 | 0  | 1 | 0  | 5  | 5  | ±0   | 6   |
| +003, | Chine        | 3  | 1 | 0  | 2 | 0  | 4  | 11 | -7   | 3   |
| +004, | Corée du Sud | 3  | 0 | 0  | 3 | 0  | 1  | 11 | -10  | 0   |

### Classement final
| Place | Équipe         |
| ----- | -------------- |
| 1     | Japon          |
| 2     | Kazakhstan     |
| 3     | Chine          |
| 4     | Corée du Sud   |
| 5     | Taipei chinois |
| 6     | Thaïlande      |
| 7     | Hong Kong      |

### Feuilles de match

#### Tournoi masculin
1. ↑  (en) « Game Summary TPE - JPN 0 - 15 »
2. ↑  (en) « Game Summary THA - KAZ 0 - 12 »
3. ↑  (en) « Game Summary CHN - KOR 5 - 6 »
4. ↑  (en) « Game Summary JPN - THA 8 - 1 »
5. ↑  (en) « Game Summary KOR - TPE 14 - 1 »
6. ↑  (en) « Game Summary KAZ - CHN 6 - 1 »
7. ↑  (en) « Game Summary KAZ - TPE 17 - 0 »
8. ↑  (en) « Game Summary THA - CHN 0 - 8 »
9. ↑  (en) « Game Summary KOR - JPN 5 - 2 »
10. ↑  (en) « Game Summary KUW - KGZ 8 - 9 »
11. ↑  (en) « Game Summary SGP - BRN 20 - 1 »
12. ↑  (en) « Game Summary SGP - KUW 3 - 10 »
13. ↑  (en) « Game Summary KGZ - BRN 29 - 0 »
14. ↑  (en) « Game Summary KGZ - SGP 11 - 2 »
15. ↑  (en) « Game Summary BRN - KUW 0 - 34 »
16. ↑  (en) « Game Summary HKG - MAC 26 - 1 »
17. ↑  (en) « Game Summary HKG - IND 30 - 0 »
18. ↑  (en) « Game Summary TKM - MAC 26 - 0 »
19. ↑  (en) « Game Summary IND - TKM 1 - 19 »
20. ↑  (en) « Game Summary TKM - HKG 1 - 5 »
21. ↑  (en) « Game Summary MAC - IND 2 - 4 »
22. ↑  (en) « Game Summary MAC - BRN 4 - 3 »
23. ↑  (en) « Game Summary SGP - IND 13 - 2 »
24. ↑  (en) « Game Summary KUW - TKM 8 - 4 »
25. ↑  (en) « Game Summary HKG - KGZ 5 - 6 »

#### Tournoi féminin
1. ↑  (en) « Game Summary THA - TPE 1 - 4 »
2. ↑  (en) « Game Summary HKG - KAZ 0 - 12 »
3. ↑  (en) « Game Summary KOR - HKG 8 - 0 »
4. ↑  (en) « Game Summary KAZ - THA 9 - 0 »
5. ↑  (en) « Game Summary KOR - THA 11 - 0 »
6. ↑  (en) « Game Summary KAZ - TPE 5 - 1 »
7. ↑  (en) « Game Summary TPE - KOR 2 - 3 »
8. ↑  (en) « Game Summary HKG - THA 1 - 2 »
9. ↑  (en) « Game Summary KOR - KAZ 0 - 1 »
10. ↑  (en) « Game Summary TPE - HKG 6 - 1 »
11. ↑  (en) « Game Summary KAZ - JPN 0 - 4 »
12. ↑  (en) « Game Summary CHN - KOR 2 - 1 »
13. ↑  (en) « Game Summary JPN - KOR 6 - 0 »
14. ↑  (en) « Game Summary CHN - KAZ 1 - 2 »
15. ↑  (en) « Game Summary KOR - KAZ 0 - 3 »
16. ↑  (en) « Game Summary JPN - CHN 8 - 1 »